# 西林禅寺

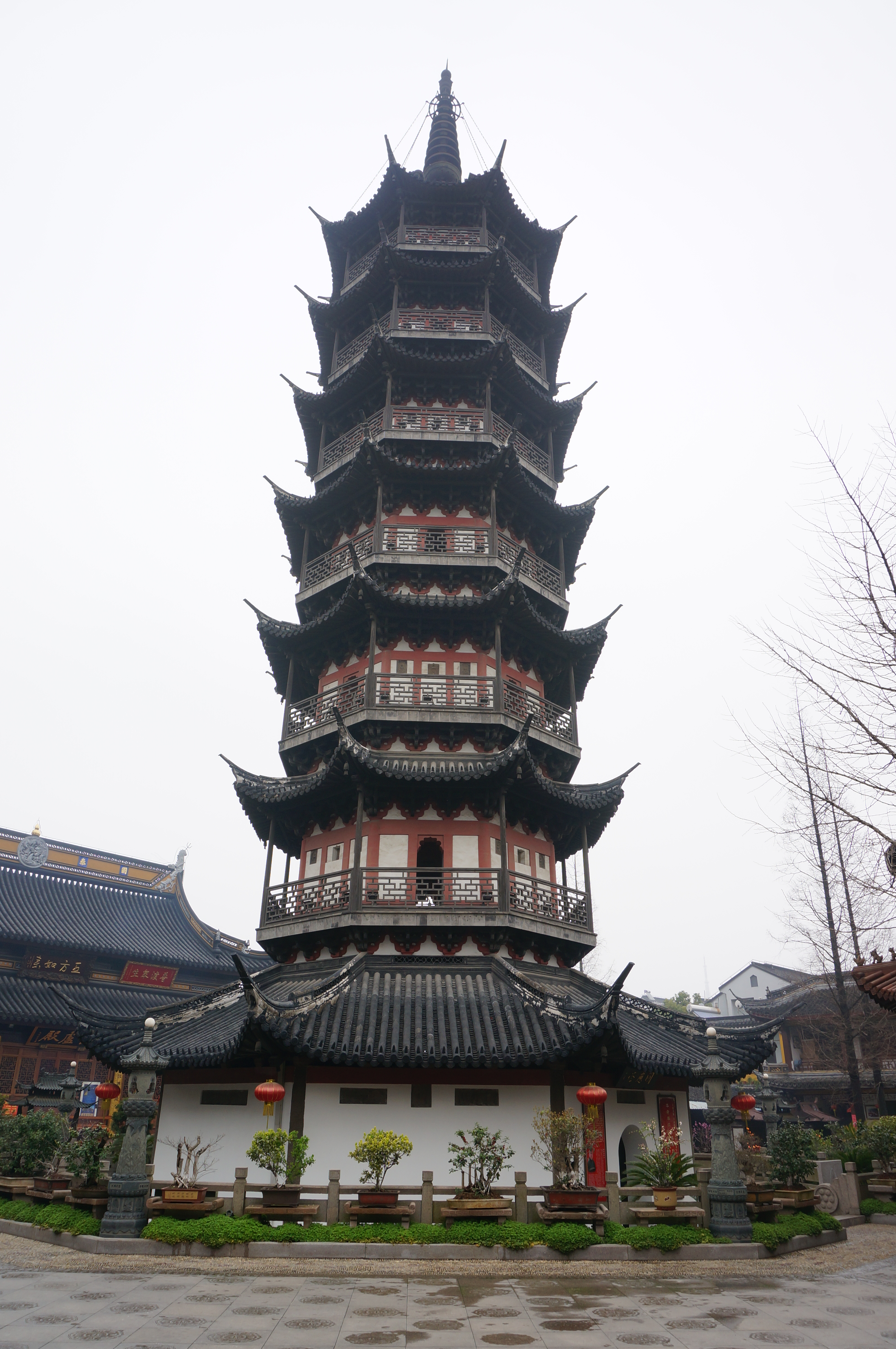
圓応塔

西林禅寺（さいりんぜんじ）は、中華人民共和国上海市松江区岳陽街道中山中路666号にある仏教寺院。

## 歴史
唐の咸通13年（872年）に胡曽初が建立したのが始まりで、創建当初は西林精舎と称していた。南宋以降、寺院は相前後して雲間接待院、延恩寺、崇恩寺に改称された。宋末元初の兵火により焼失し、明の洪武20年（1387年）に再建される。明の英宗により「大明西林禅寺」の名を賜った。
中華民国の時、長年修理を怠ったので寺が破損した。1966年、毛沢東が文化大革命を発動し、寺院の宗教活動は中止に追い込まれた。紅衛兵により寺廟などの宗教施設が徹底的に破壊された。寺内のすべての文化財が消えた。1992年、住職の性修によって毘盧殿・大雄宝殿が建立された。

## 伽藍
山門、大雄宝殿、毘盧殿、圓応塔

## ギャラリー
- 大雄宝殿
- 毘盧殿
- 方丈室